# 大样本统计
在统计学中，我们研究的是具体的随机变量的性质（“估计”），这也就是这些数据的作用。在渐近分析中，当样本大小变得任意大时，我们专注于描述这种估计性质。当给定一个相当大的数据集，在有限的样本与任意大小样本中，这种性质很相似。

大样本统计（渐近理论)就是指当研究对象的统计量趋于无穷大时的统计方法,用该种方法得到的概率结果收敛于某一常数，即对象总体均值。
其数学表达为：以样本均值{\displaystyle {\overline {X}}_{n}={\frac {1}{n}}\sum _{i=1}^{n}X_{i}}估计对象总体均值{\displaystyle \mu }，在n→{\displaystyle \infty }时，{\displaystyle {\overline {X}}_{n}}以概率1收敛于{\displaystyle \mu }。这种统计方法称为大样本统计方法。